# Prințesa Maria Maximilianovna de Leuchtenberg
Prințesa Maria Maximilianovna de Leuchtenberg, cunoscută și ca Prințesa Maria Romanovskia sau Maria Maximiliane (n. 16 octombrie 1841 – d. 16 februarie 1914) a fost fiica cea mare a lui Maximilian de Beauharnais, al 3-lea Duce de Leuchtenberg și a soției lui, Marea Ducesă Maria Nicolaevna a Rusiei.